# レジス・ル・ブリ
レジス・ル・ブリ（Régis Le Bris、1975年12月6日 - ）は、フランス・ブルターニュ地域圏ポン＝ラベ出身の元サッカー選手、現サッカー指導者。現役時代のポジションはMF、DF。

## 経歴
現役時代には、プロデビュー前からフランスの世代別代表に名を連ねる選手だったが、プロの世界での大成は叶わず、27歳で現役から退いた。
現役引退後すぐに指導者に転身し、古巣スタッド・レンヌの下部組織での指導を経て、2012年にFCロリアンの監督を務めていたクリスティアン・グルキュフの推薦によってロリアンの指導者となった。また、ロリアンでは監督業の傍らレンヌ第二大学で生理学と生体力学の学位を取得した。
2022年6月27日、トップリーグのクラブでの指導未経験ながらFCロリアンの監督に就任した。
2024年6月22日、サンダーランドAFCの監督に就任。

## 人物
弟のブノワ・ル・ブリ、甥のテオ・ル・ブリもサッカー選手で、ロリアンでは甥を指導している。